# Partia Demokratyczna Gwinei Równikowej
Partia Demokratyczna Gwinei Równikowej (hiszp.: Partido Democrático de Guinea Ecuatorial, PDGE) – gwinejska partia polityczna o profilu prawicowym. Jej założycielem i przywódcą jest Teodoro Obiang Nguema Mbasogo, który od 3 sierpnia 1979 pełni urząd prezydenta Gwinei Równikowej.
W wyborach parlamentarnych, które odbyły się 26 maja 2013, partia uzyskała 99 ze 100 miejsc w Izbie Przedstawicieli Ludowych oraz 54 mandaty w Senacie.